# Proteuxoa spodias
Proteuxoa spodias är en fjärilsart som beskrevs av Turner 1908. Proteuxoa spodias ingår i släktet Proteuxoa och familjen nattflyn. Inga underarter finns listade i Catalogue of Life.